# شهرستان الزهزه
ناحیهٔ الزهزه (به عربی: مدیریة الزهرة) یک ناحیه در یمن است که در استان حدیده واقع شده‌است.
ناحیهٔ الزهزه ۱۳۸٬۰۴۵ نفر جمعیت دارد.